# Irek Airatowitsch Saripow
Irek Airatowitsch Saripow (russisch Ирек Айратович Зарипов; baschkirisch Ирек Айрат улы Зарипов / İrek Аyrat ulı Zaripov; englisch Irek Zaripov; * 27. März 1983 in Sterlitamak, Baschkirische ASSR, Russische SFSR, Sowjetunion) ist ein russischer  Biathlet und Skilangläufer. Mit vier Goldmedaillen und einer Silbermedaille gehörte er zu den erfolgreichsten Teilnehmern der Winter-Paralympics 2010.

## Biographie

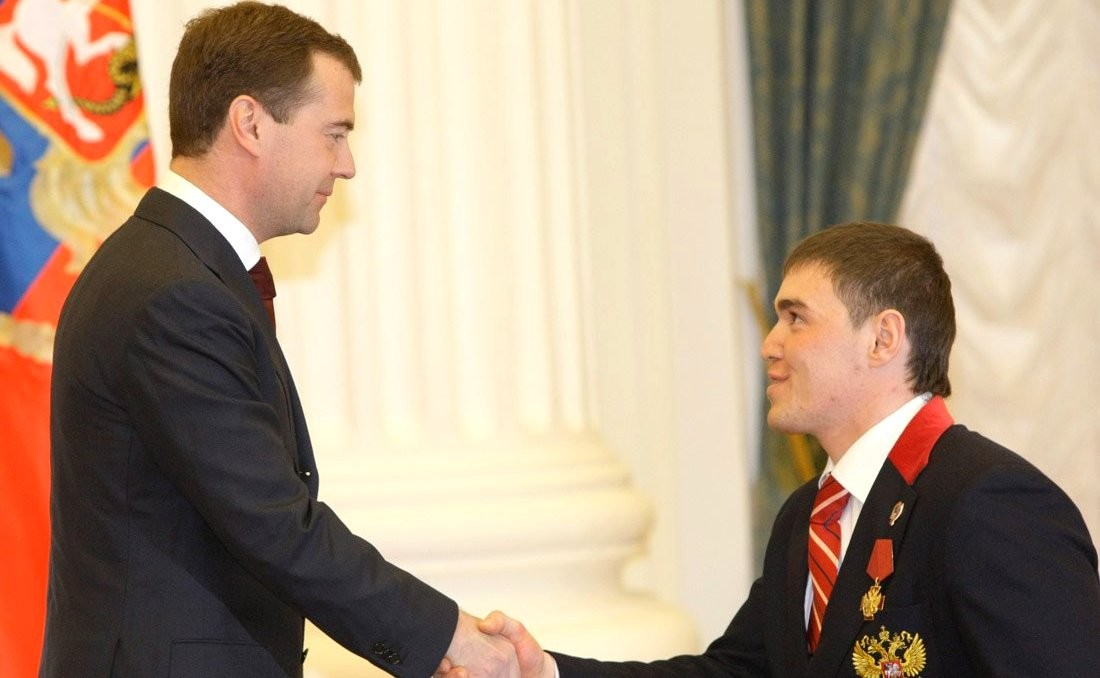
Irek Airatowitsch Saripow gemeinsam mit Dmitri Medwedew bei einer Verleihung.

Saripow verlor seine Beine in einem Verkehrsunfall im Jahr 2000. Mit der Unterstützung der Trainerin Irina Gromowa begann er mit dem Leistungs-Skisport 2005. 2007 gewann er den Skilanglauf-Weltcup des Internationalen Paralympischen Komitees mit acht Siegen und belegte den zweiten Platz beim Biathlon-Weltcup. In der Saison 2007/08 des nordischen Ski-Weltcups gewann er sowohl die Langlauf- wie auch die Biathlon-Trophäe.
2010 nahm Saripow an den Winter-Paralympics in Vancouver teil und gewann insgesamt vier Gold- und eine Silbermedaille. Er gehörte damit zu den vier erfolgreichsten Teilnehmern der Veranstaltung und teilte sich mit dem deutschen Teilnehmer Gerd Schönfelder den dritten Platz im Medaillenspiegel.